# Tour de France 1937
31. Tour de France rozpoczął się 30 czerwca, a zakończył 25 lipca 1937 roku w Paryżu. W klasyfikacji generalnej zwyciężył Francuz Roger Lapébie. W klasyfikacji górskiej najlepszy był Belg Félicien Vervaecke, a w klasyfikacji drużynowej zwyciężyła Francja.

## Etapy
| Etap | Data       | Trasa                          | Dystans   | Zwycięzca                         | Lider wyścigu |
| ---- | ---------- | ------------------------------ | --------- | --------------------------------- | ------------- |
| 1    | 30 czerwca | Paryż – Lille                  | 263 km    | Jean Majerus                      | Jean Majerus  |
| 2    | 1 lipca    | Lille – Charleville            | 192 km    | Maurice Archambaud                | Jean Majerus  |
| 3    | 2 lipca    | Charleville – Metz             | 161 km    | Walter Generati                   | Marcel Kint   |
| 4    | 3 lipca    | Metz – Belfort                 | 220 km    | Erich Bautz                       | Erich Bautz   |
| 5 A  | 4 lipca    | Belfort – Lons-le-Saunier      | 175 km    | Henri Puppo                       | Erich Bautz   |
| 5 B  | 4 lipca    | Lons-le-Saunier – Champagnole  | ITT 34 km | Sylvère Maes                      | Erich Bautz   |
| 5 C  | 4 lipca    | Champagnole – Genewa           | 93 km     | Léo Amberg                        | Erich Bautz   |
| 6    | 6 lipca    | Genewa – Aix-les-Bains         | 180 km    | Gustaaf Deloor                    | Erich Bautz   |
| 7    | 7 lipca    | Aix-les-Bains – Grenoble       | 228 km    | Gino Bartali                      | Gino Bartali  |
| 8    | 8 lipca    | Grenoble – Briançon            | 194 km    | Otto Weckerling                   | Gino Bartali  |
| 9    | 9 lipca    | Briançon – Digne-les-Bains     | 220 km    | Roger Lapébie                     | Sylvère Maes  |
| 10   | 11 lipca   | Digne-les-Bains – Nicea        | 251 km    | Félicien Vervaecke                | Sylvère Maes  |
| 11 A | 13 lipca   | Nicea – Tulon                  | 169 km    | Éloi Meulenberg                   | Sylvère Maes  |
| 11 B | 13 lipca   | Tulon – Marsylia               | ITT 65 km | Gustave Danneels                  | Sylvère Maes  |
| 12 A | 14 lipca   | Marsylia – Nîmes               | 112 km    | Alphonse Antoine                  | Sylvère Maes  |
| 12 B | 14 lipca   | Nîmes – Montpellier            | 51 km     | René Pedroli                      | Sylvère Maes  |
| 13 A | 15 lipca   | Montpellier – Narbona          | 103 km    | Francesco Camusso                 | Sylvère Maes  |
| 13 B | 15 lipca   | Narbona – Perpignan            | 63 km     | Éloi Meulenberg                   | Sylvère Maes  |
| 14 A | 17 lipca   | Perpignan – Bourg-Madame       | 99 km     | Éloi Meulenberg                   | Sylvère Maes  |
| 14 B | 17 lipca   | Bourg-Madame – Ax-les-Thermes  | 59 km     | Mariano Cañardo                   | Sylvère Maes  |
| 14 C | 17 lipca   | Ax-les-Thermes – Luchon        | 167 km    | Eloi Meulenberg                   | Sylvère Maes  |
| 15   | 19 lipca   | Luchon – Pau                   | 194 km    | Julián Berrendero                 | Sylvère Maes  |
| 16   | 21 lipca   | Pau – Bordeaux                 | 235 km    | Paul Chocque                      | Sylvère Maes  |
| 17 A | 22 lipca   | Bordeaux – Royan               | 123 km    | Erich Bautz                       | Roger Lapébie |
| 17 B | 22 lipca   | Royan – Saintes                | 37 km     | Adolph Braeckeveldt Heinz Wengler | Roger Lapébie |
| 17 C | 22 lipca   | Saintes – La Rochelle          | 67 km     | Roger Lapébie                     | Roger Lapébie |
| 18 A | 23 lipca   | La Rochelle – La Roche-sur-Yon | ITT 82 km | Roger Lapébie                     | Roger Lapébie |
| 18 B | 23 lipca   | La Roche-sur-Yon – Rennes      | 172 km    | Paul Chocque                      | Roger Lapébie |
| 19 A | 24 lipca   | Rennes – Vire                  | 114 km    | Raymond Passat                    | Roger Lapébie |
| 19 B | 24 lipca   | Vire – Caen                    | ITT 59 km | Léo Amberg                        | Roger Lapébie |
| 20   | 25 lipca   | Caen – Paryż                   | 234 km    | Edward Vissers                    | Roger Lapébie |

## Klasyfikacje
|     | Zawodnik           | Zespół     | Czas         |
| --- | ------------------ | ---------- | ------------ |
| 1.  | Roger Lapébie      | Francja    | 138h 58' 31" |
| 2.  | Mario Vicini       | -          | +7' 17"      |
| 3.  | Léo Amberg         | Szwajcaria | +26' 13"     |
| 4.  | Francesco Camusso  | Włochy     | +26' 53"     |
| 5.  | Sylvain Marcaillou | Francja    | +35' 36"     |
| 6.  | Eduard Vissers     | -          | +38' 13"     |
| 7.  | Paul Chocque       | Francja    | +1h 05' 19"  |
| 8.  | Pierre Gallien     | -          | +1h 06' 33"  |
| 9.  | Erich Bautz        | III Rzesza | +1h 06' 41"  |
| 10. | Jean Frechaut      | -          | +1h 24' 34"  |

|    | Zawodnik           | Zespół    | Punkty |
| -- | ------------------ | --------- | ------ |
| 1. | Félicien Vervaecke | Belgia    | 114    |
| 2. | Mario Vicini       | -         | 96     |
| 3. | Sylvère Maes       | Belgia    | 90     |
| 4. | Julián Berrendero  | Hiszpania | 75     |
| 5. | Ward Vissers       | -         | 66     |

### Drużynowa
| Poz. | Kraj       | Czas         |
| ---- | ---------- | ------------ |
| 1.   | Francja    | 418h 36' 28" |
| 2.   | Włochy     | +48' 20"     |
| 3.   | III Rzesza | +3h 12' 22"  |
| 4.   | Szwajcaria | +3h 57' 35"  |
| 5.   | Hiszpania  | +10h 04' 07" |